# Động từ bất quy tắc tiếng Anh
Tiếng Anh có một lượng lớn động từ bất quy tắc, gần 200 được sử dụng trong tình huống thường ngày-và nhiều hơn đáng kể khi kể cả các động từ được cấu tạo do thêm tiền tố (prefix) vào các động từ này. Trong hầu hết các trường hợp, việc biến đổi động từ liên quan tới thì quá khứ và dạng quá khứ phân từ.
Các dạng khác của nhóm động từ này, ví dụ như thêm -s và -es khi đi với ngôi thứ ba số ít, hoặc thể hiện tại hoàn thành thêm -ing vẫn giữ nguyên như thông thường.
Trong các động từ ngoại lệ, động từ to be và các động từ khiếm khuyết không thể kết hợp với một số thì.
Hầu hết các động từ bất quy tắc tiếng Anh xuất phát từ bản địa, một dạng tiếng Anh Cổ (ngoại trừ từ "catch" từ tiếng Pháp Cổ là "cachier"). Người Anh có xu hướng sử dụng các động từ phổ biến. Đặc biệt, danh sách 10 động từ phổ biến nhất trong tiếng Anh là dạng bất quy tắc.